# Forbes' plevier
De Forbes' plevier (Charadrius forbesi) is een waadvogel uit de familie van plevieren (Charadriidae). Deze vogel is genoemd naar de Britse zoöloog William Alexander Forbes.

## Verspreiding en leefgebied
Deze soort komt voor in Centraal- en West-Afrika, met name van Senegal en Gambia tot Zuid-Soedan, Zambia en Angola.

## Status
De grootte van de populatie wordt geschat op 6.700-67.000 volwassen vogels. Op de Rode lijst van de IUCN heeft deze soort de status niet bedreigd.